# Piccole operaie dei Sacri Cuori
Le Piccole Operaie dei Sacri Cuori, dette di Acri, sono un istituto religioso femminile di diritto pontificio: le suore di questa congregazione pospongono al loro nome la sigla P.O.S.C.

## Storia
La congregazione fu fondata il 12 settembre 1894 ad Acri dal sacerdote Francesco Greco (1857-1931) insieme con suor Maria Teresa, al secolo Raffaella De Vincenti (1872-1936).
Nel 1940 le religiose aprirono le prime case all'estero, in Albania, ma furono espulse dal paese nel 1945; nel 1948 iniziarono a diffondersi negli Stati Uniti d'America.
Le Piccole Operaie dei Sacri Cuori ricevettero il pontificio decreto di lode il 22 dicembre 1931 e l'approvazione definitiva della Santa Sede il 7 luglio 1940.

## Attività e diffusione
Le suore si dedicano all'istruzione e all'educazione cristiana della gioventù, alla collaborazione in seminari e collegi ecclesiastici, all'assistenza a malati e anziani. Le suore, laddove presenti in diocesi cattoliche di rito orientale, seguono storicamente il rito bizantino.
Oltre che in Italia, sono presenti in Albania, Argentina, India, Stati Uniti d'America; la sede generalizia è a Roma.
Alla fine del 2008 la congregazione contava 298 religiose in 54 case.